# Eric Burdon
Eric Victor Burdon (Newcastle, 11 de maio de 1941) é um músico britânico. Foi vocalista e líder da banda de rock The Animals e mais tarde do grupo funk War.

## Carreira
Ele foi o integrante fundador dos Animals, uma banda originalmente formada em Newcastle no começo dos anos 60. Em 1966, o grupo se dissolveu e Burdon continuou como Eric Burdon and The New Animals. Esta formação durou até 1970, quando ele formou outra banda, a War. Burdon deixou o grupo em 1971 para seguir carreira solo.
Os Animals se reuniram por pouco tempo durante 1976 e 1983, mas se separaram novamente depois de ambas reuniões. Burdon continua a gravar e viajar em turnê por conta própria.

## Vida pessoal
Burdon nasceu em Walker, Newcastle upon Tyne. Em 7 de setembro de 1967 casou-se com Angie King, em Londres. Burdon deixou claro que ele não queria tornar público o casamento, mas no dia do casamento a imprensa invadiu o culto na igreja. O casamento durou até 1969, quando eles se divorciaram.
Em 17 de setembro de 1972, ele casou com uma mulher alemã, Rosie Marks. Eles tiveram uma filha, Alexandria, que nomeou o álbum Mirage que foi lançado em 2008. Marks apareceu em um programa de televisão "Up North", onde aparece com a família de Burdon. Eles se divorciaram em 1978 e uma batalha pela custódia da criança começou. Em 1983, durante a excursão do The Animals, sua ex-esposa e sua filha desapareceram. Em uma entrevista em 2006 Burdon confirmou que ele finalmente fez contato com sua filha.
No final dos anos 70, sua casa na Califórnia foi queimada por sua ex-esposa Rosie Marks. Muito de seu material de arquivo, incluindo registros, letras, scripts, diários e imagens foram destruídos.
Seu pai morreu em 1984, e sua mãe em 1991.

## Influências
O som dos The Animals influenciou muitas bandas de Britpop, rock alternativo, e sua voz é muito respeitada por muitas pessoas como Jim Morrison, Robert Plant, Tom Petty, David Johansen e Joe Cocker. Iggy Pop e Bruce Springsteen votaram em Burdon em uma enquete da Revista Rolling Stone dos "100 melhores cantores de todos os tempos"
Alan Price o chamou de "o melhor cantor de uma banda de brancos".
Burdon ficou em 57º na lista da Rolling Stone - The 100 Greatest Singers of All Time.

## Discografia
The Animals
- The Animals (1964)
- The Animals On Tour (1964)
- Animal Tracks  (1965)
- Animalisms (1966)
- Animalization (1966)
- Before We Were So Rudely Interrupted (1977)
- Ark (1983)

Eric Burdon & The Animals
- Eric Is Here (1967)
- Winds of Change (1967)
- The Twain Shall Meet (1968)
- Every One of Us  (1968)
- Love Is (1969)

Eric Burdon & War
- Eric Burdon Declares "War" (1970)
- The Black-Man's Burdon (1970)
- Love Is All Around (1976)

Eric Burdon & Jimmy Witherspoon
- Guilty (1971)

The Eric Burdon Band
- Sun Secrets
- Stop (1975)
- Comeback (1982)

Eric Burdon's Fire Dept
- The Last Drive (1980)

Eric Burdon
- Survivor (1977)
- Darkness Darkness (1980)
- Power Company (1983)
- I Used To Be An Animal (1988)
- Lost Within The Halls of Fame (1995)
- My Secret Life (2004)
- Soul of a Man (2006)
- Eric Burdon & the Greenhornes (2012)
- 'Til Your River Runs Dry (2013)